# 大田中央・三瓶山インターチェンジ
大田中央・三瓶山インターチェンジ（おおだちゅうおう・さんべさんインターチェンジ）は、島根県大田市にある山陰自動車道（朝山・大田道路 / 大田・静間道路）のインターチェンジである。

## 道路

### 本線
- E9 山陰自動車道（朝山・大田道路 / 大田・静間道路）

### 接続する道路

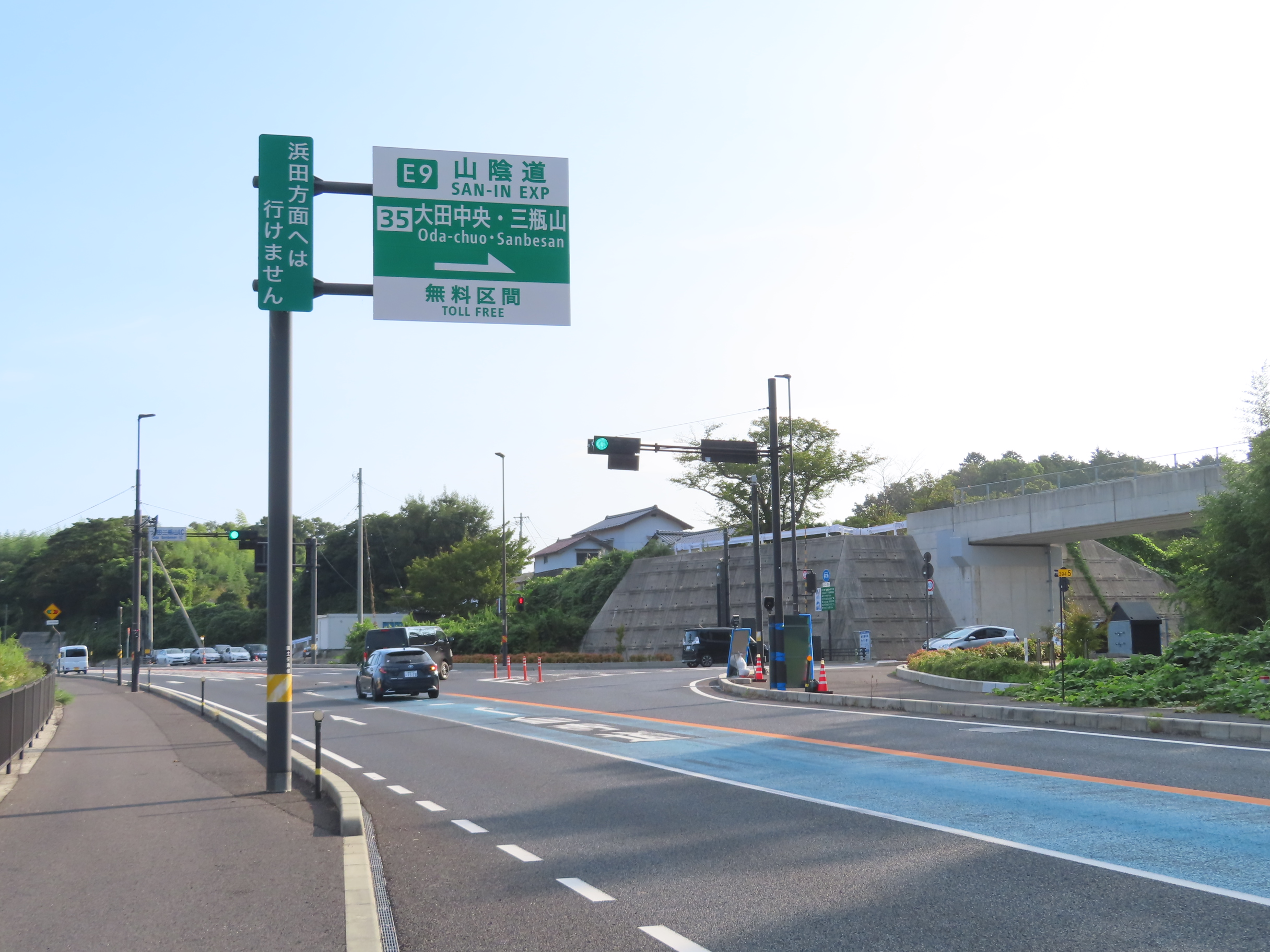
国道9号側出入口付近（2023年9月撮影）

- 国道9号

## 歴史
- 2018年（平成30年）
  - 1月12日 : IC名称が「大田IC（仮称）」から「大田中央・三瓶山IC」に正式決定[1]。
  - 3月18日 : 大田朝山IC - 大田中央・三瓶山IC間開通に伴い供用開始[1]。
- 2024年（令和6年）3月9日 : 大田中央・三瓶山IC - 大田静間IC間開通[2]。

## 料金所
無料区間のため設置されていない。

## 周辺
- 山陰本線久手駅
- 道の駅ロード銀山
- 大田市立第二中学校
- 大田さつか郵便局

## 隣
E9 山陰自動車道（朝山・大田道路 / 大田・静間道路）
(34)大田朝山IC - (35)大田中央・三瓶山IC - (36)大田静間IC